# سمير زاهر
سمير زاهر هو رئيس مجلس الإدارة السابق للاتحاد المصري لكرة القدم. ولد يوم 30 أغسطس عام 1943 في دمياط، وتخرج من كلية فيكتوريا بالمعادي ثم حصل على بكالوريوس علوم عسكرية. كان عقيدًا في القوات المسلحة المصرية وأحد المشاركين في حرب أكتوبر. انتمى زاهر لأحد أهم العائلات في محافظة دمياط وتزوج من الدكتورة فاطمة القليني وأنجب منها ولدان «منة وحمادة»، وأحفاده يوسف وملك وزيدان وزاهر. ولعب بنادي دمياط حتى سنة 1964م، كما لعب مع النادي الأهلي ما بين سنتي 1964 و1973م، وشارك بمنتخب مصر لكرة القدم ما بين سنتي 1965 و1967م، و بالمنتخب العسكري ما بين سنتي 1970 و1973م.
ترأس زاهر، مجلس إدارة الاتحاد المصري لكرة القدم، ومن إنجازاته الفوز ببطولة كأس أمم افريقيا أربع مرات منها ثلاث مرات متتالية (رقم قياسي) أعوام: 1998، 2006، 2008 و2010، وبالمركز العاشر للمنتخب المصري في تصنيف الفيفا.
توفي يوم الثلاثاء 13 مارس 2018.